# Maartje Stokkers
Maartje Stokkers (Bergen op Zoom, 9 november 1978) is een Nederlandse musicologe en radiopresentatrice.
Stokkers groeide op in Wouwse Plantage. Na haar schooltijd aan het Gymnasium Juvenaat in Bergen op Zoom ging ze muziekwetenschap studeren aan de Universiteit van Amsterdam. Ook volgde ze een gedeelte van het onderdeel muziekgeschiedenis aan de Universiteit van Perugia. Tijdens haar studie liep ze stage op de internet kunst- en klassiekredactie van de AVRO. Na haar studie volgde ze de presentatoropleiding bij Radio 4 en werkte ze bij muziekhandel Broekmans & Van Poppel in Amsterdam.
Van 2005 tot 2018 was Maartje Stokkers een vaste presentator op Radio 4. Ze presenteerde onder andere de programma's: De Vrijdag van Vredenburg, Het Zondagmiddagconcert en de radio-uitzending van het Prinsengrachtconcert. Nadien werd zij muziekrecensent bij De Volkskrant.                                                               